# 國道34號 (印度)

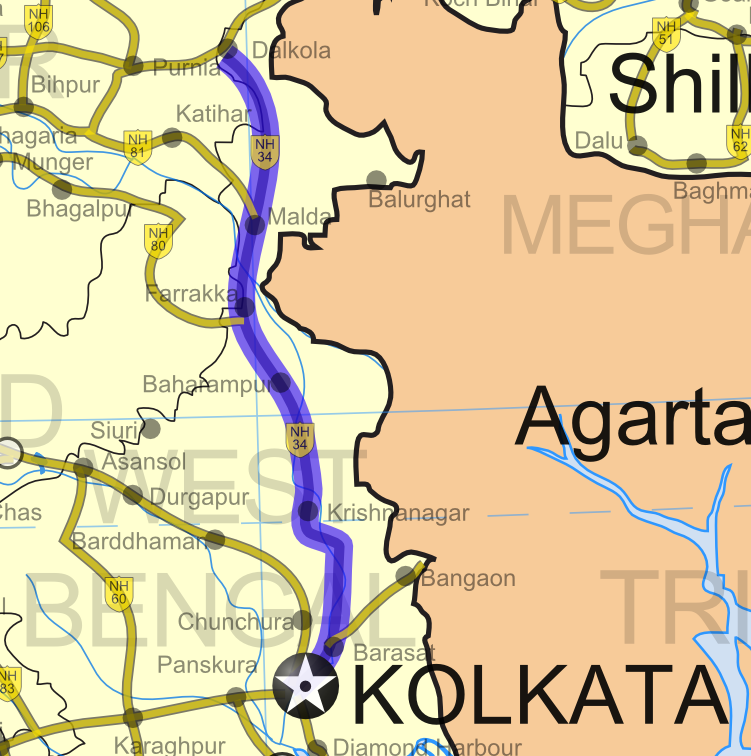
國道8號路線示意圖

國道34號（英語：National Highway 34，簡稱NH34）是一條縱貫印度西孟加拉邦的國道。南起首府、東部最大城市加爾各答，北屹達爾戈拉，並在那裡與國道31號交匯後，可繼續通往印度東北部。全長433.5公里。